# 南島警察署

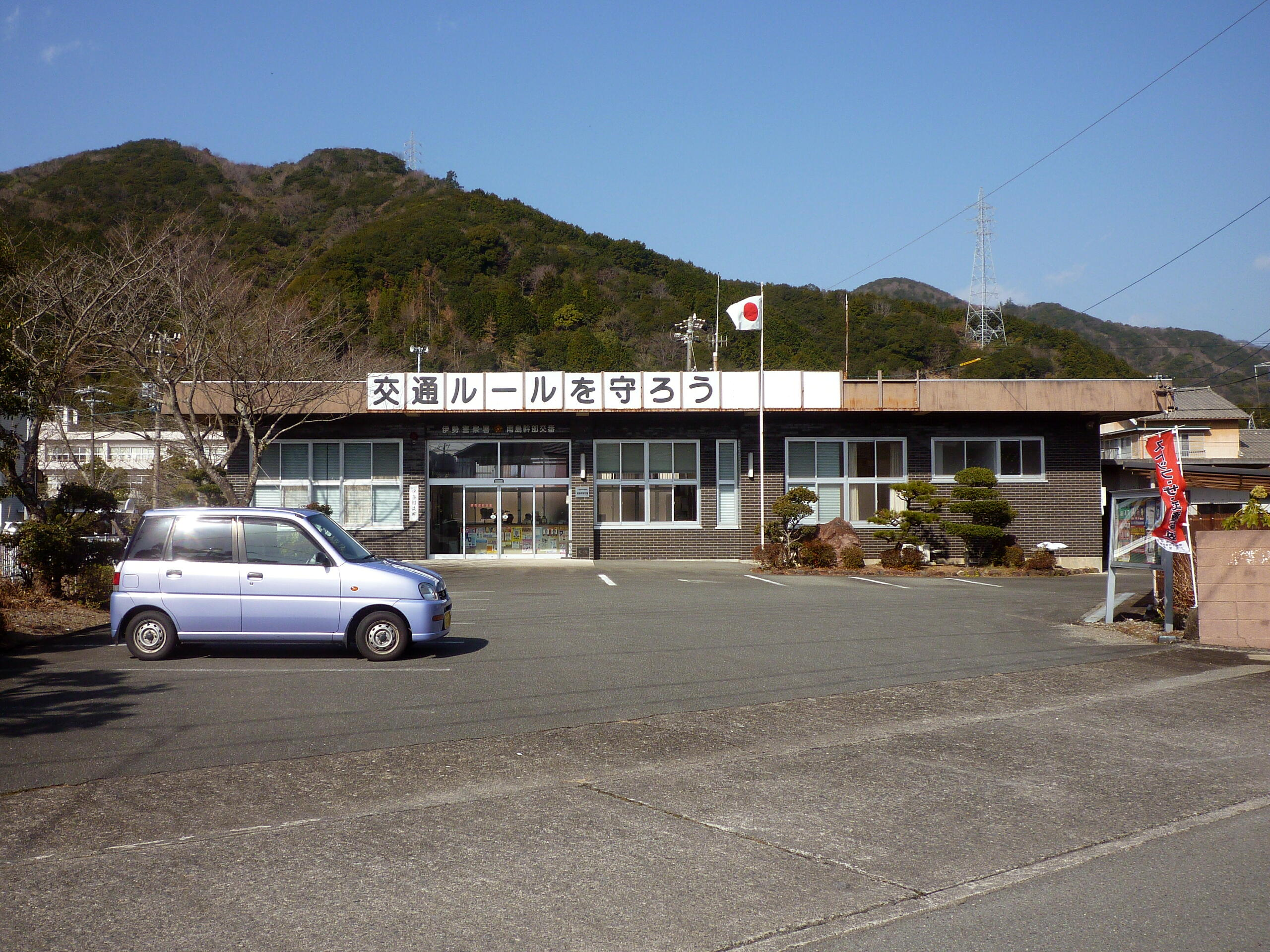
南島幹部交番

南島警察署（なんとうけいさつしょ）は度会郡南島町にあった三重県警察管轄の警察署。

## 沿革
- 1887年（明治20年）1月1日：山田警察署の神前分署を設置する[1]。
- 1889年（明治22年）4月5日：宇治山田警察署の吉津分署に改称する[2]。
- 1926年（大正15年）7月1日：吉津警察署に昇格する[3]。
- 1944年（昭和19年）12月7日：東南海地震により庁舎が倒壊する。
- 1946年（昭和21年）12月14日：木造瓦葺2階建ての庁舎を新築する。
- 1948年（昭和23年）3月7日：旧警察法の施行に伴い、国家地方警察南度会地区警察署となる[4]。
- 1954年（昭和29年）7月1日：警察法の施行に伴い、三重県吉津警察署となる[5]。
- 1955年（昭和30年）4月1日：町村合併による南島町の発足に伴い、三重県南島警察署に改称する[6]。
- 1957年（昭和32年）8月1日：南島警察署が廃止、伊勢警察署に統合する[7]。旧庁舎は南島警部派出所となる。
- 1969年（昭和44年）5月15日：度会郡南島町村山に鉄筋平屋建ての庁舎を新築、移転する[8][9][10]。
- 1985年（昭和60年）4月16日：南島幹部警察官派出所に改称する[11]。
- 1995年（平成7年）2月17日：南島幹部交番に改称する[12]。

## 所在地
- 1955年当時（南島警察署）：度会郡南島町字神前浦23-2
- 2009年現在（南島幹部交番）：度会郡南伊勢町村山1118-2

## 管轄区域
- 度会郡南島町

## 駐在所
（ ）の中は所在地
- 南島町鵜倉巡査駐在所（南島町贄浦）
- 南島町中島巡査駐在所（南島町阿曽浦）
- 南島町島津巡査駐在所（南島町古和浦）
- 1961年（昭和36年）1月10日：「巡査駐在所」から「警察官駐在所」へ改称する[13]。
- 1966年（昭和41年）3月15日：島津警察官駐在所を新築、完成する。
- 2006年（平成18年）4月1日：3駐在所を廃止する[14]。